# Helperby
Helperby est un village et une ancienne paroisse civile du Yorkshire du Nord, en Angleterre.